# Mums

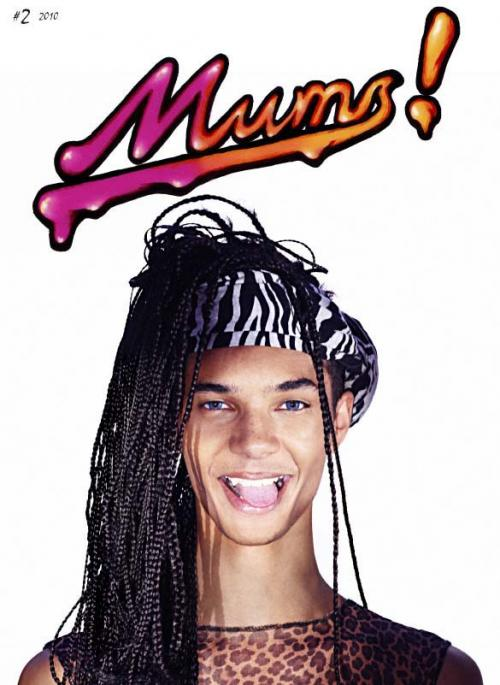
Omslaget till det andra numret av tidningen Mums.

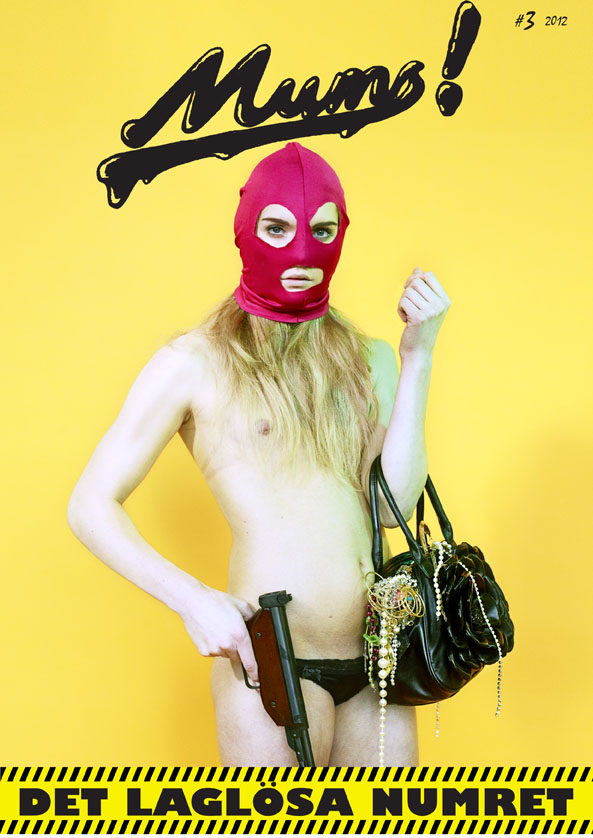
Omslaget till det tredje numret av tidningen Mums.

Mums var en svensk tidning med inriktning på musik, konst, kultur och mode, ofta med udda grepp och queervinklar. Tidningen utkommer en gång om året och är gratis.

## Bakgrund
Mums uppstod ur klubben Mums Mums. Tidningen drivs av Petter Wallenberg, som är chefredaktör och creative director. Skribenter som Annina Rabe, Eli Levén, Johanna Koljonen, Fredrik Strage och Tiina Rosenberg medverkar i tidningen. I varje nummer medverkar en rad kända och okända personer. Materialet framställs utan ersättning till alla medarbetare.
Det första numret av Mums kom 1 oktober 2009 och innehöll bland annat ett inslag där Åsa Waldau recenserade kristen musik, intervjuer med Samantha Fox och Thomas Di Leva och Leila K som recenserade emomode.
Det andra numret gavs ut 21 augusti 2010 och bland de medverkande fanns Fab Morvan, Staffan Westerberg, Amelia Adamo, Manne af Klintberg och Kim Anderzon.
Det tredje numret kom 18 augusti 2012, med temat brottslighet och laglöshet med undertemat Palmemordet, som tolkades på olika sätt av konstnärer och skribenter som Makode Linde, Lillemor Östlin, och Karl Holmqvist.
Det fjärde numret gavs ut 2013 med temat  barn- och ungdom, vilket avhandlades av bland annat Lill-Marit Bugge.
År 2014 fyllde Mums fem år och gick samman med mediahuset Vice för att bjuda in allmänheten till att bidra med skapandet av det femårsjubilerande numret. För lanseringen iscensatte Mums en seans på Södra Teatern i Stockholm, för att kontakta den avlidna poplegenden Whitney Houston. Detta uppmärksammades bland annat i SVT:s program Kulturnyheterna, Kobra och Aktuellt.

## Utmärkelser
- 2012: Sappho in Paradise, ett pris som delas ut av Tupilak, Paradise Press publishings och ILGCNs (The International Lesbian and Gay Cultural Network).